# رصاصة الرحمة

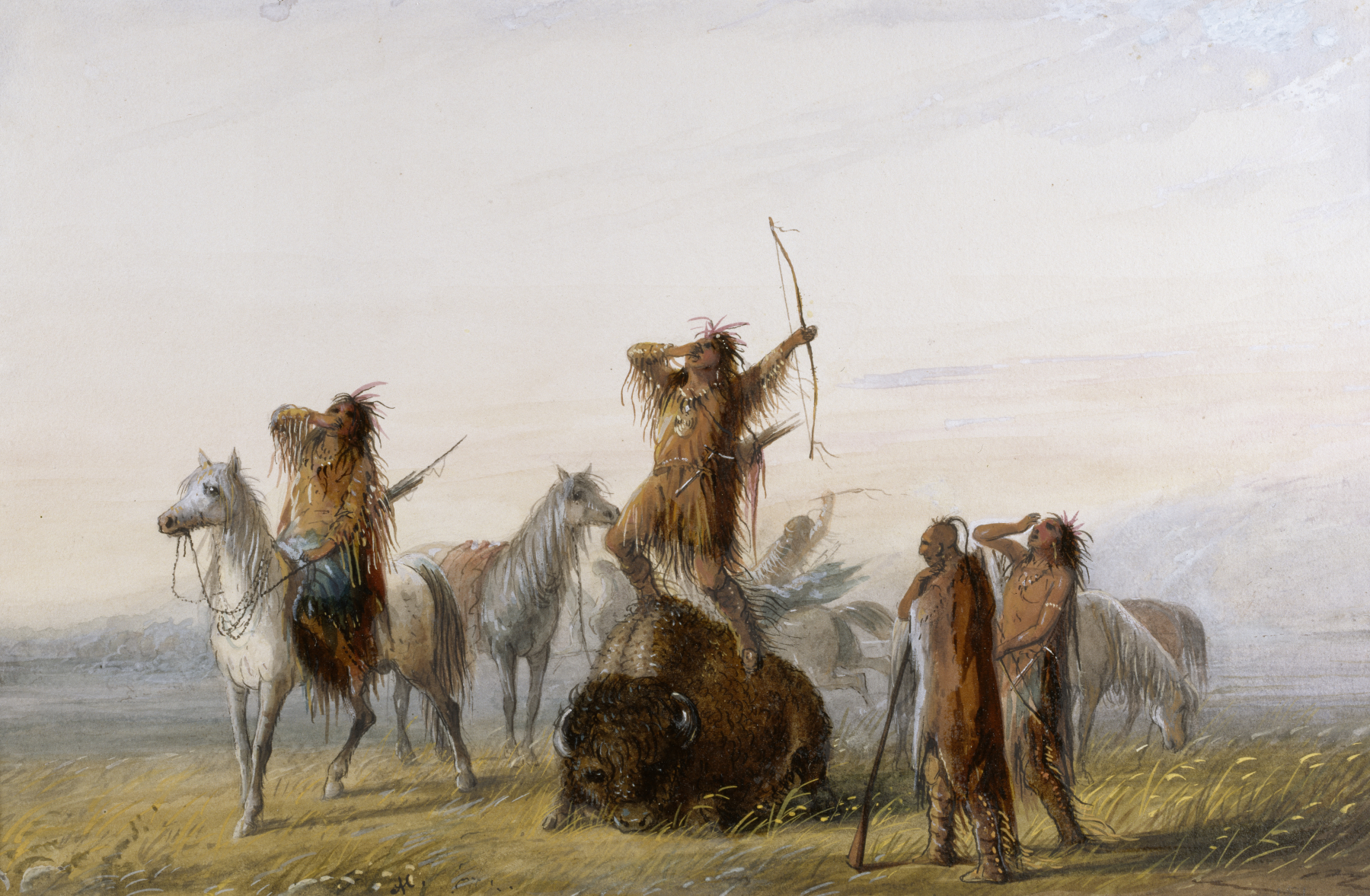
صورة رُسمت في القرن التاسع عشر لصيادين من الأمريكيين الأصليين وهم يطلقون ضربة الرحمة على إحدى الجواميس.

رُصاصة الرّحمة أو ضربة الرّحمة (بالفرنسية: Coup de Grâce)‏ هو تعبير مجازٍ يُشير إلى إنهاء أمر ما عندما يكون ميؤوسًا من رجوعه أو عودته أو بقائه. وأنه وصل لمرحلة تكون نهايته أفضل مِن بقائه. وهكذا الأمر يُطلق على الضّربة القاصِمة أو الضّربة القاضية (في بعض الحالات يُقال عنها: الضّربة القاصية) لإنهاء معاناة شخص أو حَيوان مُصاب بجروح خطيرة، ويكون موته أهون عليه من بقائه على قَيد الحياة، سواءً أكان برِضاه أم لا. تطوّر المفهوم إلى أن وصل للمرضى الذين لا يُرجى شفائَهم وهنا قد أجاز بعض الأطبّاء أن يُعطى المريض حقنة تُنهي حياته بدلًا من مُصارعة الألم والمرض الذي حكم عليه طبيًّا أنه لا فائدة من علاجه وقد أُطلق على هذا النوع بـالموت الرحيم أو القتل الرحيم. يُتداول المصطلح في مجال الرياضة ككناية عن الهدف القاتل في آخِر الدّقائق الّذي يقضي على آمال الفريق المُتضادّ في المُنافسة.